# Akicugu Kono
Akicugu Kono (japonsko 金野 昭次), japonski smučarski skakalec, * 1. september 1944, Saporo, Japonska, † 5. september 2019, Saporo.
Kono je na mednarodnih prireditvah nastopal med letoma 1971 in 1974. Njegov daleč največji uspeh je osvojena srebrna olimpijska medalja iz leta 1972. 

## Tekmovalna kariera

### Olimpijske igre, 1968 in 1972
Nastopil je na dveh zimskih olimpijskih igrah, v letih 1968 v Grenoblu, kjer je osvojil dvajseto mesto na veliki skakalnici in štiriindvajseto mesto na srednji skakalnici, in 1972 v Saporu, kjer je osvojil naslov olimpijskega podprvaka na srednji skakalnici in dvanajsto mesto na veliki.

### Novoletna turneja
Nastopil je še na dveh Novoletnih turnejah. Prvič v zimi 1971–72, ko je bil najboljši enajsti v Oberstdorfu. Drugič se je udeležil turneje v zimi 1973–74, ko je bil najboljši trinajsti v Innsbrucku. 